# Šíleně smutná princezna
Šíleně smutná princezna is een Tsjecho-Slowaakse komische fantasyfilm uit 1968, geregisseerd door Borivoj Zeman met in de hoofdrol Helena Vondrácková als prinses Helena.

## Verhaal
De zoon van koning Jindřich zou getrouwd zijn met de dochter van koning Dobromysl, maar vlucht wanneer zijn vader hem naar de prinses probeert te brengen. Bij zijn ontsnapping komt hij in een park en ontmoet daar een brutale jonge vrouw. Met hun hulp probeert hij het kasteel van de prinses binnen te komen, maar wordt daar gearresteerd door de bewakers. Ondertussen bereikt de vader van de prins het kasteel zonder zijn zoon, omdat hij ziek is. Het meisje blijkt de prinses te zijn en neemt de prins mee als afgezant van de beoogde bruidegom.
Ze is verliefd op hem geworden en wil niet met de prins trouwen, maar met de schijnbare afgezant; Maar aangezien hij zogenaamd arm is en ze daarom niet met hem kan trouwen, besluit de prinses verdrietig te zijn als in een sprookje. Ondertussen komen de twee koningen achter de waarheid over hun kinderen. De toestand van de prinses houdt aan, tot ergernis van haar vader, ondanks lachlessen en de vertoning van Charlie Chaplin-films. Als huisarrest ook niets doet, heeft koning Dobromysl lachen verboden in zijn koninkrijk. Eindelijk werkt het plan van de twee koninklijke kinderen wanneer de koning de hand van zijn dochter belooft aan degene die haar aan het lachen kan maken; als ze falen, dreigt de beul.
Wanneer de prins zijn geluk beproeft, onthullen de spionnen zijn identiteit. De teleurgestelde prinses laat zich niet opvrolijken door de prins en wil hem in eerste instantie wegsturen, maar laat hem van gedachten veranderen. Terwijl koning Dobromysl aarzelt om de prins te laten executeren, verlooft deze zich met de prinses. De vaders van de kersverse verloofde zijn geïrriteerd door de besluiteloosheid van hun kinderen. Op het bruiloftsfeest aarzelt de prinses eerst omdat de prins kleiner is dan zij; maar wanneer je de bruidskroon op de prins zet, is dit probleem ook opgelost.

## Rolverdeling
| Acteur             | Personage        |
| ------------------ | ---------------- |
| Helena Vondrácková | Prinses Helena   |
| Václav Neckář      | Prins Václav     |
| Jaroslav Marvan    | Koning Jindřich  |
| Bohuš Záhorský     | Koning Dobromysl |
| Josef Kemr         | Adviseur X       |
| Darek Vostřel      | Adviseur Y       |
| Stella Zázvorková  | Nanny            |